# Tour de Guangxi Femenino 2018
La 2.ª edición del Tour de Guangxi Femenino se celebró en la región de Guangxi, República Popular China el 21 de octubre de 2018 con inicio y final en la ciudad de Guilin.
La carrera formó parte del UCI WorldTour Femenino 2018 como competencia de categoría 1.WWT del calendario ciclístico de máximo nivel mundial siendo la vigésimo cuarta y última carrera de dicho circuito para la temporada 2018. La cubana Arlenis Sierra del Astana fue la vencedora y la acompañaron en el podio, como segunda y tercera clasificada respectivamente, la británica Hannah Barnes del Canyon SRAM Racing y la sueca Sara Mustonen del Experza-Footlogix.

## Equipos participantes
| Equipos femeninos (17)- Alé Cipollini - Aromitalia Vaiano - Astana Women's - Bepink - Canyon-SRAM Racing - China Liv Pro Cycling - Cogeas - Doltcini-Van Eyck Sport - Experza-Footlogix - FDJ-Nouvelle Aquitaine-Futuroscope - Minsk Cycling Club - Mitchelton-Scott - Servetto-Stradalli Cycle - Tibco-Silicon Valley Bank - Valcar PBM - Wiggle High5 - WNT-Rotor Pro Cycling |
| |

## Clasificaciones finales
Las clasificaciones finalizaron de la siguiente forma:

### Clasificación general
| \| Clasificación general \| Clasificación general \| Clasificación general \| Clasificación general \| Clasificación general \| \| Ciclista \| Ciclista \| Equipo \| Tiempo \| \| \| --------------------- \| --------------------- \| ------------------------------- \| --------------------- \| --------------------- \| \| 1.ª \| Arlenis Sierra \| Astana Women's Team \| 3 h 40 min 12 s \| \| \| 2.ª \| Hannah Barnes \| Canyon-SRAM Racing \| + 0 s \| \| \| 3.ª \| Sara Mustonen \| Experza-Footlogix \| + 0 s \| \| \| 4.ª \| Georgia Williams \| Mitchelton-Scott \| + 0 s \| \| \| 5.ª \| Karalina Savenka \| Minsk Cycling Club \| + 0 s \| \| \| 6.ª \| Audrey Cordon-Ragot \| Wiggle High5 \| + 0 s \| \| \| 7.ª \| Elisa Longo Borghini \| Wiggle High5 \| + 0 s \| \| \| 8.ª \| Ilaria Sanguineti \| Valcar PBM \| + 0 s \| \| \| 9.ª \| Elena Pirrone \| Astana Women's Team \| + 0 s \| \| \| 10.ª \| Alison Jackson \| Tibco-Silicon Valley Bank \| + 0 s \| \| \| 11.ª \| Alena Amialiusik \| Canyon-SRAM Racing \| + 0 s \| \| \| 12.ª \| Olga Zabelínskaya \| Cogeas-Mettler Pro Cycling Team \| + 0 s \| \| \| 13.ª \| Bryony van Velzen \| Doltcini-Van Eyck Sport \| + 3 s \| \| \| 14.ª \| Dexiang Liu \| China Liv Pro Cycling \| + 3 s \| \| \| 15.ª \| Tatiana Guderzo \| Bepink \| + 3 s \| \| |                      |                                 |                 |
| |                      |                                 |                 |
| Fuente: ProCyclingStats |                      |                                 |                 |
| Clasificación general |                      |                                 |                 |
| Ciclista | Ciclista             | Equipo                          | Tiempo          |
| 1.ª | Arlenis Sierra       | Astana Women's Team             | 3 h 40 min 12 s |
| 2.ª | Hannah Barnes        | Canyon-SRAM Racing              | + 0 s           |
| 3.ª | Sara Mustonen        | Experza-Footlogix               | + 0 s           |
| 4.ª | Georgia Williams     | Mitchelton-Scott                | + 0 s           |
| 5.ª | Karalina Savenka     | Minsk Cycling Club              | + 0 s           |
| 6.ª | Audrey Cordon-Ragot  | Wiggle High5                    | + 0 s           |
| 7.ª | Elisa Longo Borghini | Wiggle High5                    | + 0 s           |
| 8.ª | Ilaria Sanguineti    | Valcar PBM                      | + 0 s           |
| 9.ª | Elena Pirrone        | Astana Women's Team             | + 0 s           |
| 10.ª | Alison Jackson       | Tibco-Silicon Valley Bank       | + 0 s           |
| 11.ª | Alena Amialiusik     | Canyon-SRAM Racing              | + 0 s           |
| 12.ª | Olga Zabelínskaya    | Cogeas-Mettler Pro Cycling Team | + 0 s           |
| 13.ª | Bryony van Velzen    | Doltcini-Van Eyck Sport         | + 3 s           |
| 14.ª | Dexiang Liu          | China Liv Pro Cycling           | + 3 s           |
| 15.ª | Tatiana Guderzo      | Bepink                          | + 3 s           |

## Ciclistas participantes y posiciones finales
Convenciones:
- AB-N: Abandono en la etapa "N"
- FLT-N: Retiro por llegada fuera del límite de tiempo en la etapa "N"
- NTS-N: No tomó la salida para la etapa "N"
- DES-N: Descalificado o expulsado en la etapa "N"

## UCI WorldTour Femenino
El Tour de Guangxi Femenino otorga puntos para el UCI WorldTour Femenino 2018, incluyendo a todas las corredoras de los equipos en las categorías UCI Team Femenino. Las siguientes tablas muestran el baremo de puntuación y las 10 corredoras que obtuvieron más puntos:
| Posición   | 1.ª | 2.ª | 3.ª | 4.ª | 5.ª | 6.ª | 7.ª | 8.ª | 9.ª | 10.ª | 11.ª | 12.ª | 13.ª | 14.ª | 15.ª | 16.ª-30.ª | 31.ª-40.ª |
| Puntuación | 200 | 150 | 125 | 100 | 85  | 70  | 60  | 50  | 40  | 35   | 30   | 25   | 20   | 15   | 10   | 5         | 3         |

| Clasificación |                      |                           |        |
| Posición      | Ciclista             | Equipo                    | Puntos |
| ------------- | -------------------- | ------------------------- | ------ |
| 1.ª           | Arlenis Sierra       | Astana Women's Team       | 200    |
| 2.ª           | Hannah Barnes        | Canyon SRAM Racing        | 150    |
| 3.ª           | Sara Mustonen        | Experza-Footlogix         | 125    |
| 4.ª           | Georgia Williams     | Mitchelton Scott          | 100    |
| 5.ª           | Karalina Savenka     | Minsk Cycling Club        | 85     |
| 6.ª           | Audrey Cordon        | Wiggle High5              | 70     |
| 7.ª           | Elisa Longo Borghini | Wiggle High5              | 60     |
| 8.ª           | Ilaria Sanguineti    | Valcar PBM                | 50     |
| 9.ª           | Elena Pirrone        | Astana Women's Team       | 40     |
| 10.ª          | Alison Jackson       | Tibco-Silicon Valley Bank | 35     |